# Microdigital TK85
Il TK 85 è un home computer a 8 bit prodotto nel 1983 dalla brasiliana Microdigital Eletronica. È un clone del Sinclair ZX81. Era dotato di una CPU Z80A che operava alla frequenza di 3.25 MHz e di 16 o 48 kB di memoria RAM.
Il case aveva lo stesso stile di quello dello ZX Spectrum.

## Specifiche tecniche
- CPU Z80A a 3.25 MHz
- ROM 10 KB
- RAM 16 KB espandibile a 48 KB
- Tastiera QWERTY con 40 tasti in gomma